# Sybra fuscovitticollis
Sybra fuscovitticollis là một loài bọ cánh cứng trong họ Cerambycidae.